# Марко Мілянов

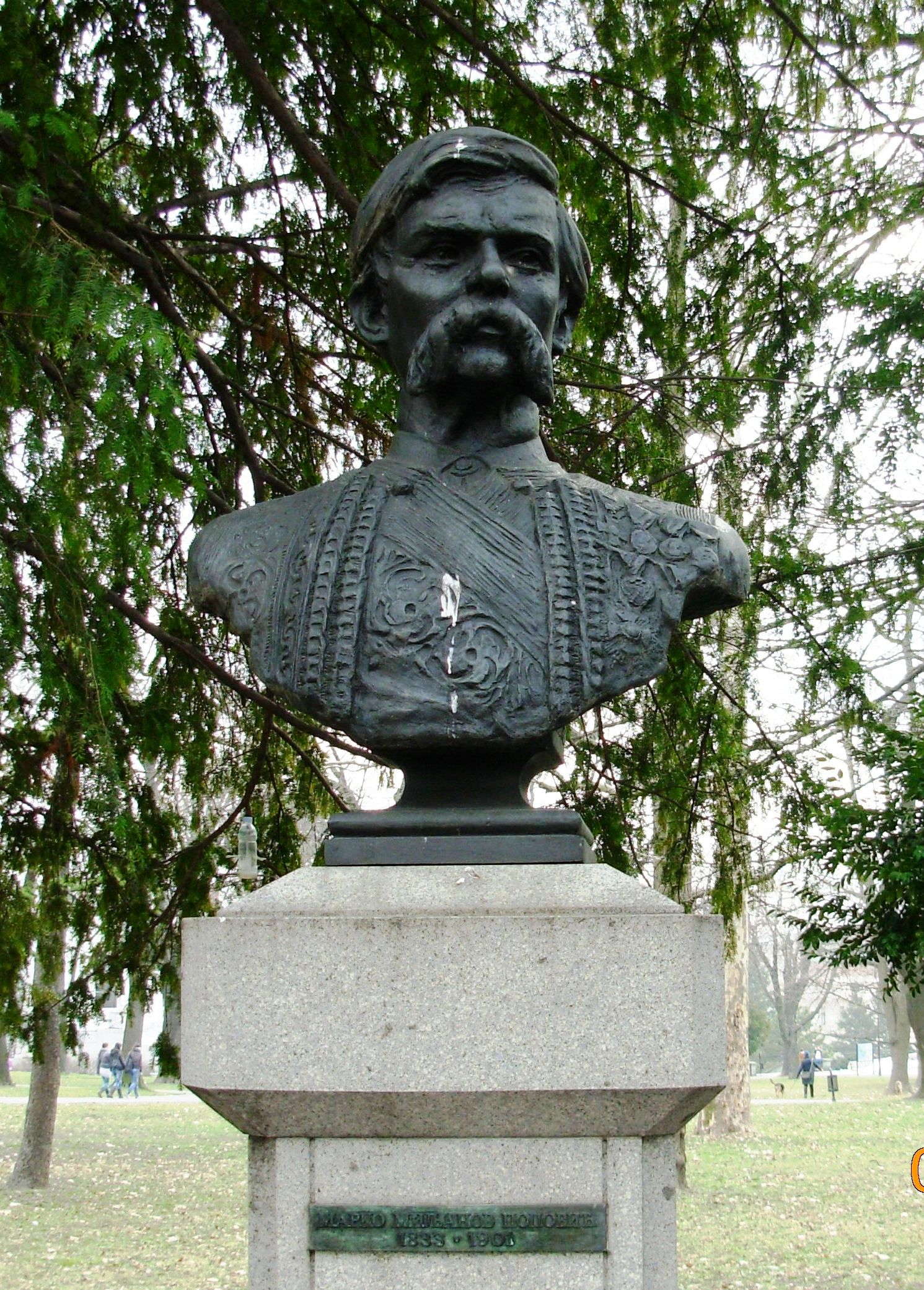
Бюст Марко Мілянову в Белграді

Марко Мілянов Попович Дрекалович (серб. Марко Миљанов Поповић Дрекаловић; (25 квітня 1833, Медун поблизу Подгориці — 2 лютого 1901, Херцег-Новий) — чорногорський письменник, воєначальник, сенатор. Воєвода племені Кучі.
Борець за сербське національне об'єднання й звільнення від влади Османської імперії.

## Біографія
Із юності пішов на службу для боротьби з турками. Незабаром завдяки особистим перевагам був проведений в офіцери. Відважно бився у кількох війнах і незабаром став одним із найбільш популярних полководців і громадських діячів.
Навколо воєводи Марко Мілянова, утворився центр опору Кучі та сусідніх племен проти Османської імперії.
Воєвода Марко Мілянов разом зі своїм плем'ям Кучі, об'єднавши зусилля з чорногорським князем Ніколою у 1876 році, виступив проти Туреччини під час війни Османської імперії та Чорногорії.
У 1873 році Марко Мілянов допомагав професору Одеського (Новоросійського) університету Валтазару Богишичу збирати відомості про правові звичаї свого племені Кучі та сусідніх племен.
У 1876 році в битві на Фундині Мілянов, спільно з іншим чорногорським воєводою Іллею Пламенацем, на чолі 5000-го об'єднаного війська розбив 13000-ну турецьку армію, чим забезпечили перемогу в чорногорсько-турецькій війні 1876—1878.
У 1878 році розділив із Російською Імператорською армією славу перемоги над Туреччиною.
М. Мілянов став першим градоначальником Подгориці після звільнення.
Однак після звільнення країни Мілянов вступив у конфлікт із князем Ніколою, повернувся в рідне село Медун, де вирішив заснувати етнографічний музей.

Марко Мілянов на марці Югославії 1999 року

## Творчість

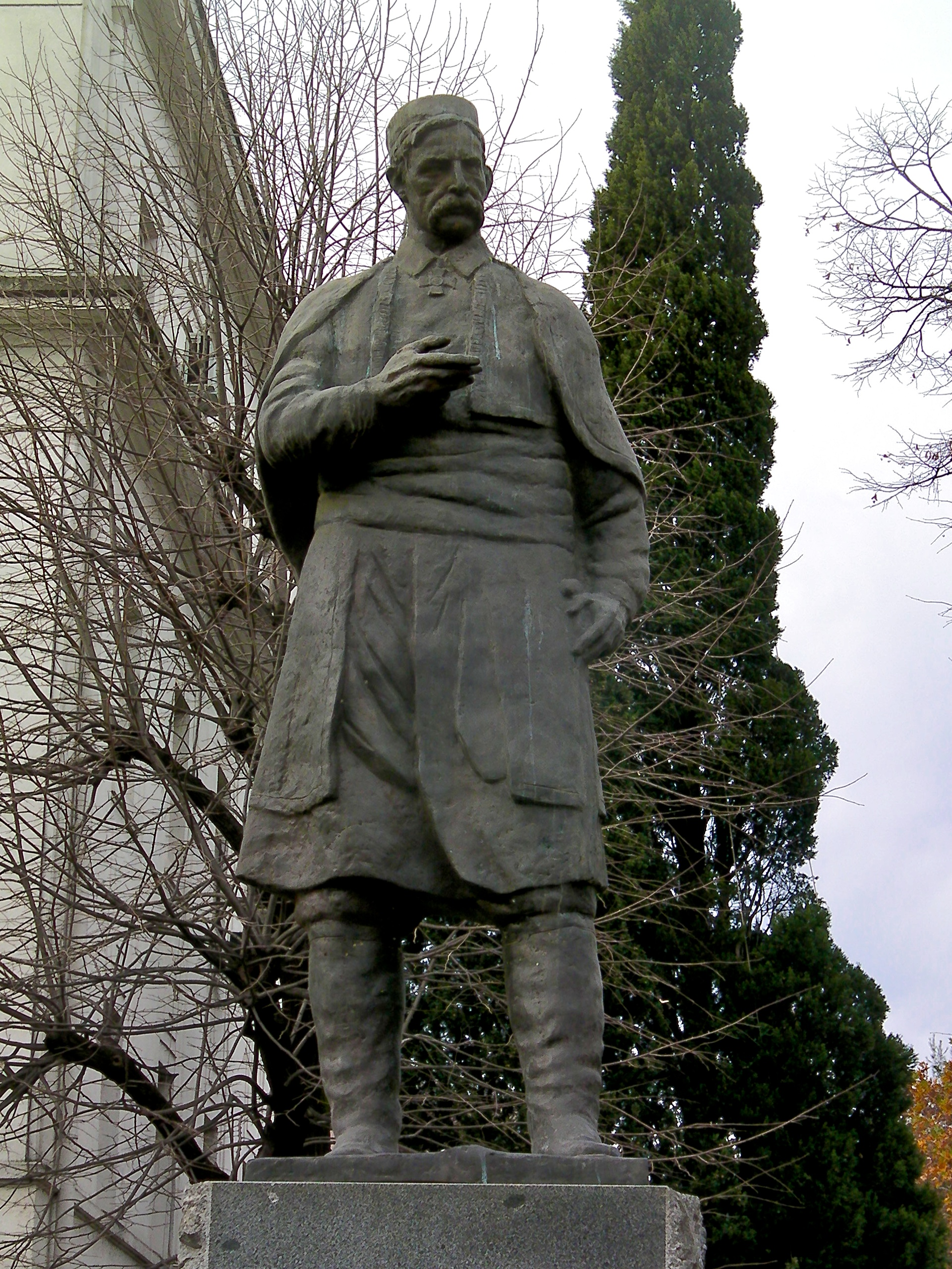
Пам'ятник Марко Мілянову в Подгориці

Мілянов — автор багатьох творів про Чорногорію в різні історичні періоди.
Відомо, що до 50-річного віку Марко Мілянов дожив, як і більшість його співвітчизників, неписьменним. І лише переступивши піввіковий рубіж, вирішив навчитися читати та писати, щоб залишити нащадкам свої знання. До самої його смерті в 1901 році жодна з його робіт не була опублікована.
Його праці фольклорно-етнографічного характеру, присвячені героям воєн за незалежність, спрямовані на зближення братніх балканських народів, що вийшли друком лише після смерті.
Твори Мілянова — літературний пам'ятник простим чорногорським воїнам-героям, які брали участь в боротьбі за незалежність Чорногорії.

## Вибрані твори
- Приклади людяності та геройства / Примјери чојства і јунаштва, (1901)
- Плем'я Кучі в народних оповіданнях і піснях / Племе Кучи у народној причи и пјесми, (1904),
- Життя та звичаї албанця / Живот и обичаји Арбанаса, (1908)
- Сербські гайдуки / Српски хајдуци
- Дещо про Братоножичів / Нешто о Братоножићима

## Пам'ять
- М. Мілянову встановлено кілька пам'ятників, у тому числі в Белграді, Подгориці та Медуні.
- У Медуні в 1971 році був відкритий меморіальний музей, який розташований в рідному домі письменника. У 1979 році будівля музею зазнала реконструкції, проте зовнішній вигляд старого будинку залишився таким, яким він був за життя Марко Мілянова.
- Пошта Югославії в 1999 році і пошта Чорногорії в 2008 році випустили марки, присвячені М. Мілянову.

## Цікавий факт
За перемоги воєводи Марко Мілянова над турками, народ вважав героя здухачем, людиною, що володіє надприродними здібностями.

Пам'ять
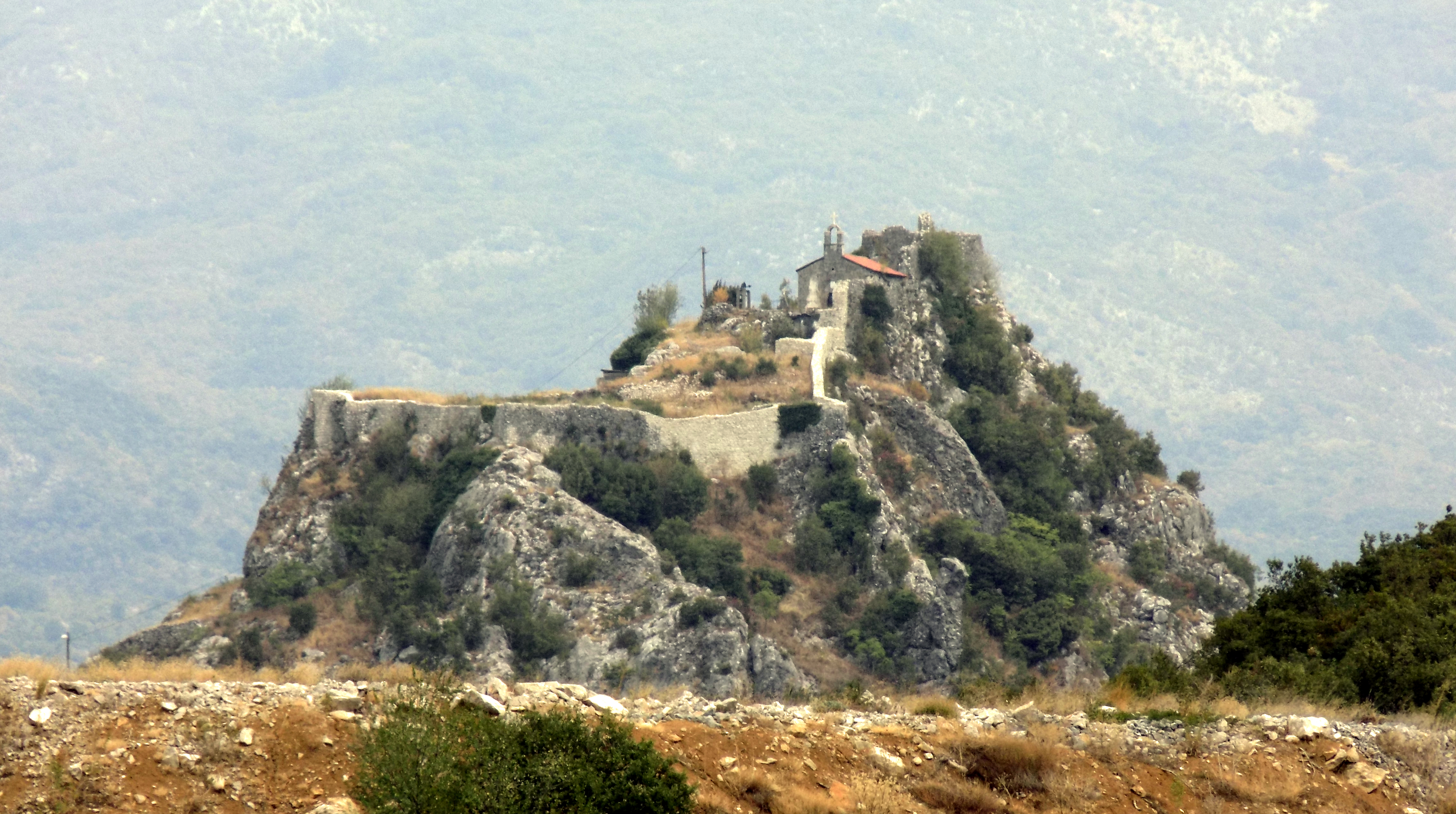
Залишки фортеці на місці давнього Метеона, де знаходиться могила Марко Мілянова
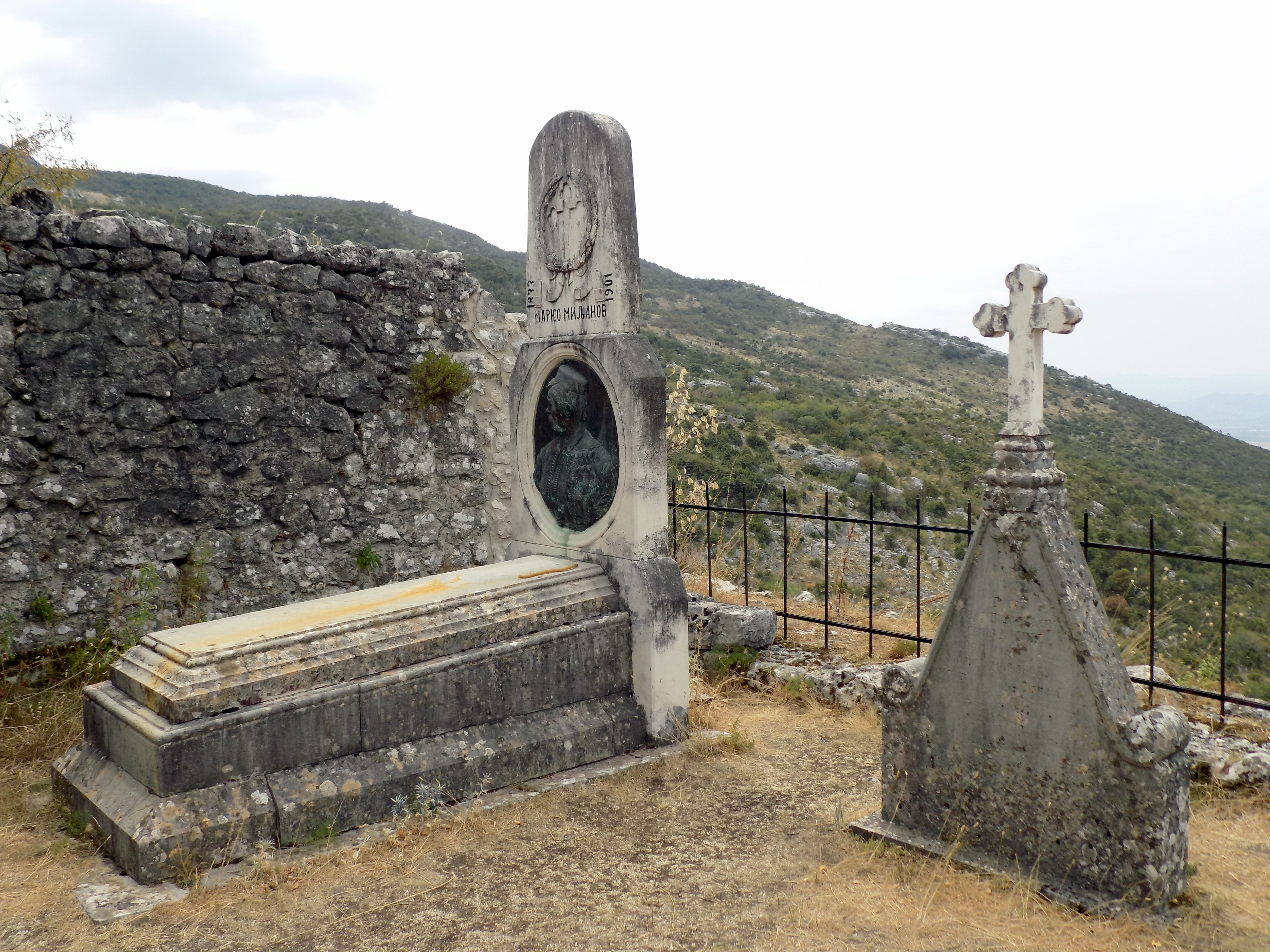
Могила Марко Мілянова - справа оригінальний надгробок, споруджений його дружиною Стефою. Через кілька років після її смерті його замінили на новий (зліва)
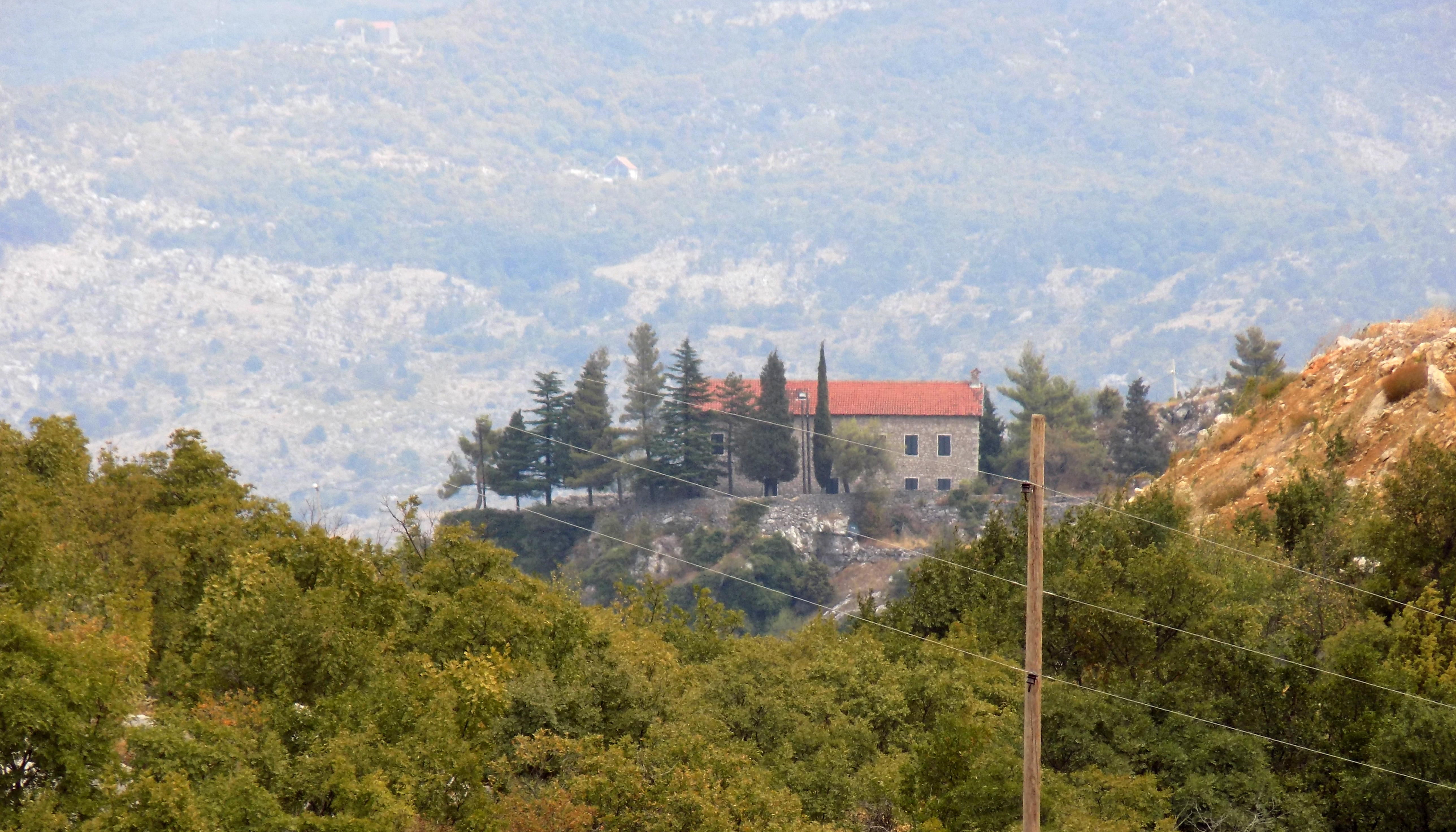
Музей Марко Мілянова в Медуні, неподалік від фортеці